# Hamadan
Hamadan (Hamedān ili Hamadān; perz. همدان; Hagmatana, grč. Ekbatana) je grad u Iranu, odnosno glavni grad Hamadanske pokrajine, smješten oko 375 km jugozapadno od Teherana. Prema popisu iz 2005. godine grad je imao 550.284 stanovnika. Hamadan je s 5.000 godina povijesti jedan od najstarijih gradova u Iranu i svijetu općenito. Smješten je u zelenom planinskom području podno 3.574 metara visoke planine Alvand, na nadmorskoj visini od 1.850 metara. Posebna priroda i povijest grada ljeti privlače brojne turiste. Glavne aktrakcije grada su drevni zapisi Ganjnameh, te Avicenin i Baba Tahirov mauzolej.

## Povijest
Prema zapisima prvog asirskog kralja, Hamadan je podignut 1100. pr. Kr., no neki povjesničari tvrde kako njegova povijest počinje 3000. pr. Kr. Drevni Hamadan ili Ekbatanu podigli su Medijci, koji su ga koristili kao glavni grad Medijskog Carstva, dok je kasnije postao jedan od glavnih gradova Ahemenidskog Perzijskog Carstva.
Hamadan se spominje u biblijskoj knjizi o Ezri kao mjesto gdje je perzijski vladar Darije Veliki dozvolio Židovima obnovu Jeruzalemskog hrama. Budući kako se grad nalazi gotovo dva kilometra iznad površine mora, zbog male vlažnosti očuvani su brojni dokumenti od kože.
Tijekom vladavine Parta, glavni grad Arsakidskog Carstva zimi je bio Ktezifont, dok je Hamadan korišten kao ljetni glavni grad. Nakon dinastije Arsakida, Sasanidi su nastavili praksu korištenja Hamadana kao ljetnog glavnog grada, u kojem su podigli brojne palače. U doba islamskog osvajanja grad su 633. zauzeli Arapi.
U doba Bujida grad je pretrpio velika razaranja, a u 11. stoljeću Seldžuci premještaju svoj glavni grad iz Bagdada u Hamadan. Grad je potpuno razoren u doba Timurove invazije, no ponovo se uzdiže u doba Safavida. U 18. stoljeću nakratko ga osvajaju Turci, no protjerani su u doba Nader-šaha. Grad je imao veliko prometno značenje budući kako se nalazio na Putu svile koji je povezivao zapadni svijet s Kinom.
Tijekom 1. svjetskog rata grad je postao poprištem borbi između ruskih i tursko-njemačkih snaga. Grad su tijekom borbi držale obje snage, dok su ga kasnije kontrolirali i Britanci. Poslije rata kontrola nad gradom je 1918. vraćena u iranske ruke.

## Klima
Hamadanska pokrajina leži u planinskoj regiji istočno od masiva Zagros gdje vlada umjerena klima. Prostrana područja na sjeveru i sjeveroistoku su pod utjecajem snažnih vjetrova koji su česti tijekom cijele godine. Sjeverni i sjeverozapadni vlažni vjetovi učestali su tijekom proljetnog i zimskog razdoblja, dok istočni i zapadni vjetrovi pušu tijekom jeseni.
Budući kako se nalazi na nadmorskoj visini od gotovo dva kilometra, Hamadan je zimi jedan od najhladnijih iranskih gradova. Tijekom većeg dijela zime grad je pokriven snijegom (i po dva mjeseca), a temperatura se spušta i do -30°C. Ljeti vlada blago, ugodno i većinom sunačno vrijeme.

## Kultura i život
Hamadan je rodno mjesto brojnih pjesnika, filozofa, znanstvenika i važnih iranskih političara. Osim što je poznat kao jedan od najstarijih gradova svijeta, poznat je po izradi vrhunskih sagova, keramike i drugih rukotvorina. Iranska organizacija za kulturu i nasljeđe uvrstila je na popis ukupno 207 različitih povijesnih i kulturnih spomenika iz Hamadana. Prema legendi, Estera iz Biblije pokopana je u Hamadanu gdje postoji i navodna „Esterina grobnica“. U gradu su pokopani i slavni perzijski znanstvenici i pjesnici kao što su Ibn Sina (na Zapadu poznat kao „Avicena“) odnosno Baba Tahir, dok je Hamagan rodno mjesto Badi' al-Zaman al-Hamadani
ja, autora zbirku priča „Maqamat“. Najpopularnija povijesna ličnost grada je svakako Avicena prema kojem su nazvane brojne gradske škole, fakulteti, sveučilišta, trgovine, tvrtke i ulice. Grad se smatra razvijenim, a na njegovom širem području živi oko 600.000 ljudi; radnička i niža klasa živi u sjevernim kotarima, dok je srednja i visoka ekonomska klasa smještena na južnom dijelu grada.

## Šport
Nogometni klub PAS Hamedan sudionik je Iranske Pro Lige; osnovan je 9. lipnja 2007. godine nakon što je iranski nogometni savez odlučio raspustiti neke teheranske klubove na korist provincijskim klubovima. Klub Pas Teheran ugašen je na uštrb novoosnovanog kluba iz Hamadana. Grad je poznat i po izvrsnim hrvačima.

## Atrakcije
- Avicenin mauzolej
- Baba Tahirov mauzolej
- Istakhr e Abbas Abad (jezero s pogledom na grad)
- Iskopine drevnog grada Ekbatane
- Ganjnameh
- Gonbad-e Alavian
- Hamadanski muzej prirodne povijesti
- Hamadanski kameni lav
- Lalejin (lončarije)
- Kuća Mohammadi
- Kuća House
- Pećina Ali Sadr
- „Esterina i Mordekajova grobnica“

## Sveučilišta i fakulteti
- Sveučilište Bu-Ali Sina  Arhivirana inačica izvorne stranice od 9. svibnja 2019. (Wayback Machine)
- Medicinski fakultet Hamedan  Arhivirana inačica izvorne stranice od 19. kolovoza 2020. (Wayback Machine)
- Islamsko sveučilište Azad u Hamadanu
- Tehnološki fakultet Hamadan  Arhivirana inačica izvorne stranice od 16. rujna 2009. (Wayback Machine)

## Poznati Hamadanci
- Abolhassan Banisadr - ekonomist, političar, i prvi izabrani predsjednik Islamske Republike Iran
- Amir Nosrat'ollah Balakhanlou - rođen u Teheranu, dvaput izabrani gradonačelnik i član iranskog parlamenta
- Amir-Shahab Razavian - filmski redatelj, pisac i režiser
- Ardeshir Bahmani - književni stručnjak
- Baba-Taher-e Oryan - slavni iranski pjesnik (oko 1100. godine)
- Ebrahim Bahrololoum Razavi - filozof, prvi Iranac koji je diplomirao na sveučilištu u Bagdadu (1954.)
- Ayn al-Quzat Hamadani - filozof i sufist, Great philosopher and sufist (1100 A.C)
- Ehsan Yarshater - povjesničar, znanstvenik i osnivač „enciklopedije Iranice“
- Fazlollah Zahedi - vojni general
- Fereydoun Moshiri - pjesnik Originally is from Hamadan, but was born in Tehran, Contemporary Poet
- Hanieh Tavassoli - glumica
- Hasan Habibi - političar
- Hosseini Davar - pjesnik koji je podržavako Mosadeka
- Jalal Cheshmeh-Ghassabani - planinar koji se dvaput popeo na Mount Everest
- Roghieh „Maman Hamedan“ Ghamarian - majka mnogih poznatih Ghamarianaca u Washingtonu kao što su dr. Ahmad Ghamarian, dr. Nina Ghamarian, dr. Ghafoor Ghamary i Mohandes Ali Ghamarian.
- Mir Sayyid Ali Hamadani - proslavljeni sufist i pjesnik A celebrated sufi saint and poet.
- Mirza Esmaeel Farid - hamadanski guverner
- Mirzadeh Eshghi - pjesnik
- Mohammad Fakhreddin-e Araghi - pjesnik (oko 1300. godine)
- Parviz Parastouei - glumac
- Shirin Ebadi - odvjetnica i dobitnica Nobelove nagrade za mir
- Mirza Gholam-Hossein Bargharari - filozof i pjesnik
- Mohammad-Ali Zolfi-Gol - kemičar i trenutačni voditelj sveučilišta Buali Sina
- Samuel Rahbar - znanstvenik
- Hamid Omrani - arhitekt
- Abolmohsen Salemi - novinar, odvjetnik, pjesnik i pisac

## Galerija
- Ganjnameh (ahemenidski zapisi na klinastom pismu)
- Ostaci drevnih „lavljih vrata“
- Grobnica Baba Tahiru
- „Esterina grobnica“

## Zbratimljeni gradovi
- Kulob, Tadžikistan

## Poveznice
- Ekbatana
- Zračna luka Hamadan

## Vanjske poveznice
- Službena stranica grada Hamadana  Arhivirana inačica izvorne stranice od 22. travnja 2008. (Wayback Machine)
- Hamadan (enciklopedija Iranica)
- Drevni Hamadan (Ekbatana), Livius.org  Arhivirana inačica izvorne stranice od 8. prosinca 2007. (Wayback Machine)
- Drevni zapisi Ganjnameh (Livius.org)  Arhivirana inačica izvorne stranice od 29. prosinca 2007. (Wayback Machine)
- Fotografije grada (Aryo.ir)  Arhivirana inačica izvorne stranice od 27. rujna 2007. (Wayback Machine)
- Grad Hamadan (IranTour.org)
- Hamadan: Stariji od povijesti (FarsiNet.com)  Arhivirana inačica izvorne stranice od 14. studenoga 2009. (Wayback Machine)
- Hamadan - glavni grad Medijskog Carstva (Iran Chamber)
- Satelitske fotografije (siječanj, 2005.)
- Hamadan (Google Satellite Picture
- Hamedan Cultural Heritage Organization

Ostali projekti
|  | Zajednički poslužitelj ima još gradiva o temi Hamadan |